# Fernando Peyroteo
Fernando Peyroteo, de son nom complet Fernando Baptista de Seixas Peyroteo de Vasconcelos (né le 10 mars 1918 à Humpata en Angola alors colonie portugaise, mort le 28 novembre 1978 à Lisbonne, Portugal) est un footballeur international portugais.

## Biographie
Il fait partie avec Jesus Correia, Manuel Vasques, Albano et José Travassos des cinq violons du Sporting Portugal durant les années 1930-40.
Avec 635 buts marqués en 393 matches (tous pour le compte du Sporting), il reste le meilleur buteur de l'histoire du Championnat du Portugal devant Eusebio (322 buts).
Il a également inscrit 14 buts lors de ses 20 sélections avec l'équipe du Portugal entre 1938 et 1948.
En 1961, il est brièvement (2 matches seulement) l'entraîneur de la sélection portugaise mais échoue dans la qualification pour la coupe du monde 1962.

## Palmarès
- Champion du Portugal : 1940-1941, 1943-1944, 1946-1947, 1947-1948, 1948-1949
- Vainqueur de la Coupe du Portugal : 1937-1938, 1940-1941, 1944-1945, 1945-1946, 1947-1948